# Ausländische Haushaltshilfe
Eine ausländische Haushaltshilfe ist eine Haushaltshilfe, die in einem anderen als dem eigenen Staat erwerbstätig ist.

## Allgemeines
Die Beschäftigung ausländischer Haushaltshilfen unterliegt in den einzelnen Staaten sehr unterschiedlichen Rechtsgrundlagen. Manche Staaten fördern den Zuzug, andere handhaben dies restriktiv. Auch die Rechtsstellung der Haushaltshilfen ist sehr unterschiedlich geregelt. Insbesondere die schlechte rechtliche Situation der ausländischen Haushaltshilfen in den Golfstaaten ist Thema in der öffentlichen Diskussion.
Die Beschäftigung von ausländischen Helferinnen im Haushalt und in der häuslichen Pflege wird in westeuropäischen Staaten sowohl als sozialpolitische Problematik im Sinne prekärer Arbeitsverhältnisse, aber auch als Beitrag zur Überwindung eines Pflegenotstandes diskutiert.
Ebenfalls wird die Beschäftigung ausländische Haushaltshilfen mit Schwarzarbeit und illegaler Einwanderung in Verbindung gebracht.
Die Diskussion in der Öffentlichkeit betrifft unter anderem das Ausmaß der damit verbundenen Schwarzarbeit. Vielen geht es aber nicht um die Bestrafung der Arbeitgeber, sondern um die Frage der Bezahlbarkeit guter Pflege kranker oder langfristig pflegebedürftiger Personen außerhalb von Pflegeheimen in deren privater Umgebung. Es gibt Organisationen, die solche Kräfte legal beschäftigen und vermitteln, die im Heimatland auch sozialversichert sind.
Die hauswirtschaftliche Tätigkeiten erfordern bereits im Allgemeinen einen großen Zeitaufwand. Hauptsächlich geht es den beauftragenden Familie aber um eine fast ständige Anwesenheit einer Überwachungsperson, um Schäden für die kranke Person zu vermeiden. Damit sind nicht nur (arbeits-)rechtliche Gesichtspunkte, sondern auch moralische und Beziehungsaspekte verbunden (Stichwort in der Psychologie z. B. die Rollenumkehr). Arlie Russell Hochschild stellte den Beitrag der Emotionsarbeit heraus, als sie ein Phänomen beschrieb, das sie als globale Betreuungskette bezeichnete. Dabei übernehmen Arbeitsmigrantinnen Betreuungs- und Pflegeaufgaben, während zugleich ihre eigenen Kinder im Heimatland bleiben und dort von Familienangehörigen oder Angestellten betreut werden; z. B. arbeiten philippinische Ärztinnen als Krankenschwestern in den USA.
Die UN-Wanderarbeiterkonvention schützt nicht nur legale ausländische Wanderarbeiter, sondern auch illegal aufhältige oder illegal erwerbstätige Migranten. Sie trat 2003 in Kraft, jedoch ist unter den Unterzeichnerstaaten bisher (Stand: 2019) fast kein Industrie- oder Einwanderungsland. 

## Die Situation in einzelnen Staaten

### Westeuropa
Diese Form der Arbeitsmigration ist in Deutschland, Österreich und der Schweiz seit der Öffnung der osteuropäischen Länder nach Westen 1989/1995 zahlenmäßig stark angestiegen. Inzwischen trägt sie in diesen Ländern mit ihren Leistungen in der Altenpflege zur Sicherung der häuslichen Pflege vieler an Demenz erkrankter Personen bei. 

### Deutschland

#### Ausmaß und wirtschaftliche Aspekte
Nach verschiedenen Schätzungen beschäftigen über vier Millionen deutsche Privathaushalte regelmäßig oder wiederholt eine Haushaltshilfe. Ein Teil davon sind Ausländer. Nur ein Teil davon ist wiederum im Besitz eines Aufenthaltstitels, der eine solche Tätigkeit erlaubt. Präzise Angaben über die Zahl der schwarz arbeitenden ausländischen Haushaltshilfen gibt es naturgemäß nicht. Als sozialversicherungspflichtige Arbeitnehmer wurden 2005 ca. 40.000 Personen in der deutschen Statistik genannt.
Ausländische Haushaltshilfen werden seit 1995, seit der Einführung der Pflegeversicherung, in Deutschland vermehrt beschäftigt, weil Familien von dieser Versicherung einen „Barbetrag zur freien Verfügung“ erhalten, wenn sie pflegebedürftige Personen zuhause versorgen. Dabei gibt es verschiedene Rechtsgrundlagen für unterschiedliche Beschäftigungsverhältnisse.

#### Rechtsgrundlagen
Unionsbürger sind in der Regel freizügigkeitsberechtigt (vgl. Freizügigkeitsberechtigte EU-Bürger) und dürfen somit auch Tätigkeiten als Haushaltshilfe auf selbstständiger oder unselbstständiger Basis ohne weitere Erlaubnis ausüben. Eine Ausnahme besteht hier nur für Staatsangehörige Kroatiens, für die noch keine volle Arbeitnehmerfreizügigkeit gilt und daher eine Arbeitserlaubnis benötigen. Die volle Arbeitnehmerfreizügigkeit für Kroaten wird spätestens am 30. Juni 2020 erreicht. Für Drittstaatsangehörige wird das Arbeitserlaubnisrecht in Deutschland über das Aufenthaltsgesetz, die Aufenthaltsverordnung und die Beschäftigungsverordnung geregelt.
Das Wort Haushaltshilfe bezeichnet allgemein Arbeitnehmer (weit überwiegend weiblich), die in einem Privathaushalt tätig sind. Das deutsche Ausländerrecht sieht keine Aufenthaltserlaubnisse für Reinigungs- oder Betreuungspersonal vor, da in diesem Sektor kein Arbeitskräftemangel anerkannt ist. Somit kommt ein legaler Zuzug nach Deutschland mit dem Hauptzweck der Ausübung einer solchen Tätigkeit nicht in Betracht. Zu legalen Beschäftigungsverhältnissen kann es jedoch kommen, wenn die ausländische Haushaltshilfe eine Aufenthaltserlaubnis besitzt, die ohnehin jede Form der Beschäftigung erlaubt, z. B. als Familienangehöriger eines deutschen Staatsangehörigen gem. § 28 Abs. 1 AufenthG.
Ein von Beginn an illegales Modell ist es, wenn ausländische Helfer mit einem Schengenvisum oder visumsfrei für drei Monate einreisen, da eine Erwerbstätigkeit in diesen Fällen nur in den engen Grenzen des § 17 Abs. 2 AufenthV gestattet ist. Dies wiederholt sich bei derselben Person eventuell dann über Jahre.
Für die steuerliche Behandlung siehe haushaltsnahes Beschäftigungsverhältnis.

### Österreich
Das Hausbetreuungsgesetz darf als österreichische Antwort auf die gleiche Problemlage angesehen werden. (Gesetzliche Regelung in Österreich seit 2007)

### Frankreich
In Frankreich bestehen Modelle eines Dienstleistungsschecks, durch den haushälterische Leistungen eingekauft werden können.